# Pjongjang (stacja kolejowa)
Pjongjang (kor: 평양역) – centralna stacja kolejowa w Pjongjangu, w Korei Północnej. Jest to stacja początkowa linii P’yŏngbu i P’yŏngŭi, które zostały wydzielone z linii Kyŏngbu i Kyŏngŭi używanych przed podziałem Korei w celu uwzględnienia zmian w Seulu i Pjongjangu. Linia P’yŏngŭi biegnie od Pjongjangu do Sinŭiju, podczas gdy linia P’yŏngbu teoretycznie biegnie przez Seul i kończy się w Pusan, w praktyce jednak linia kończy się w Kaesŏng. Jest również obsługiwana przez linię P’yŏngnam, która biegnie od Pjongjangu do Nampo. Oryginalny dwupiętrowy budynek dworca z czerwonej cegły, zbudowany przez Japończyków, został zniszczony w trakcie wojny koreańskiej i został odbudowany w latach 50. XX wieku.